# Kraemer-Gruppe
Die Kraemer GmbH ist die Obergesellschaft der Kraemer Gruppe mit Sitz in Köln. 
Die Juwelier-Kette wurde von Paul Rudolf Kraemer gegründet. Nach dem Tod Kraemers im Jahr 2007 wurde die gesamte Gruppe auf die gemeinnützige Gold-Kraemer-Stiftung zur Förderung von geistig und körperlich behinderten, armen, alten und kranken Menschen übertragen.

## Geschichte

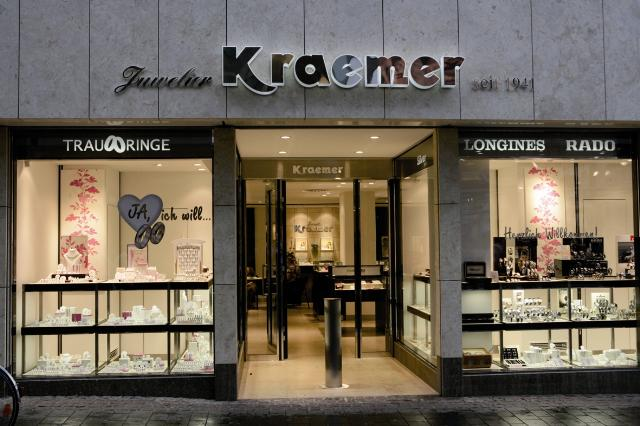
Eine Gold-Kraemer-Filiale in Bonn

Gemeinsam mit seiner Frau Katharina gründete Paul Rudolf Kraemer 1941 in Köln eine „Werkstatt für Goldschmiedekunst“. 1951 eröffnete unter dem Namen „Gold Kraemer“ das erste Geschäft auf der Schildergasse. Kraemers Ziel war es, in der Nachkriegszeit Schmuck für alle Bevölkerungsgruppen erschwinglich zu machen. Innerhalb von fünf Jahrzehnten konnten so mehr als 30 weitere Ladenlokale eröffnet werden. Ende der 1990er Jahre wurden drei Juweliere der gehobenen Klasse bzw. der Luxusklasse – Juwelier Deiter, Juwelier Friedo Frier und Juwelier Pletzsch – von der Kraemer GmbH übernommen. Maßgeblichen Anteil an der Entwicklung der „Kraemer-Gruppe“ hatte in der Zeit bis 2005 der langjährige Generalbevollmächtigte Johannes Ruland (Unternehmer), der 1962 in das Unternehmen eintrat und eng mit den Eheleuten Kraemer zusammenarbeitete.
Ab 2005 wurde die Kraemer GmbH von Claus Peter Nick geleitet, im November 2010 trat Roland Kaulfuß als Geschäftsführer bei. Aktuell bestehen 43 Filialen in deutschen Großstädten.

## Tochterunternehmen

### Juwelier Deiter GmbH

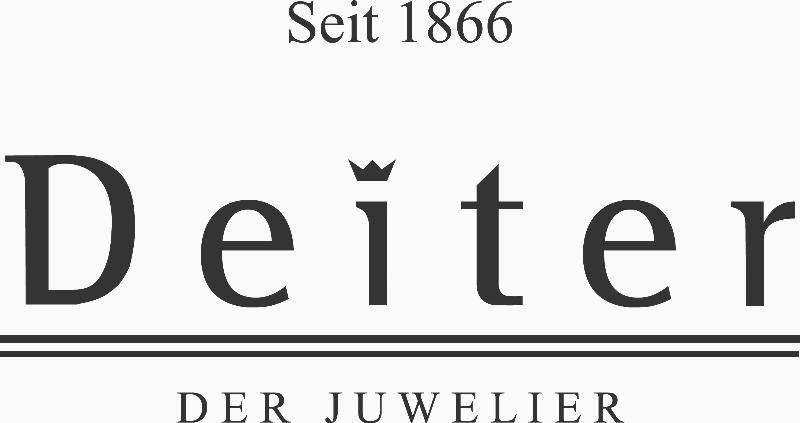
Logo der Juwelier Deiter GmbH

Im Jahr 2000 übernahm die Kraemer GmbH das Essener Traditionshaus Deiter. 1866 eröffnete der in Westfalen geborene Uhrmachermeister Josef Deiter in Essen am Limbecker Platz sein erstes Geschäft. Zunächst beschränkte sich das Sortiment auf selbst angefertigte Taschen- und Wanduhren. Mit steigendem Erfolg wurde das Sortiment allerdings schon kurze Zeit später um Schmuck erweitert. Neben seinem eigenen Geschäftsbetrieb kümmerte Deiter sich auch um Reparatur und Wartung der Normalzeituhren in Essen und war so verantwortlich für die Pünktlichkeit der Stadt. Auf dem Höhepunkt seines Erfolges spendete der Juwelier den Essener Bürgern 1928 eine bekannte Sehenswürdigkeit: in seinem Geschäftshaus ließ der das größte Glockenspiel Europas in einem Privatgebäude anbringen.
Heute bietet Deiter Uhren und Schmuck aus dem gehobenen Preissegment mit vielen namhaften Marken an. Inzwischen existieren 6 Geschäfte in Düsseldorf, Essen, Köln, Mülheim und Oberhausen. Im Rahmen der Verschmelzung der Tochterunternehmen werden seit 2013 die Geschäfte in Düsseldorf und Mülheim unter dem Namen Juwelier Pletzsch geführt.

### Juwelier Pletzsch GmbH

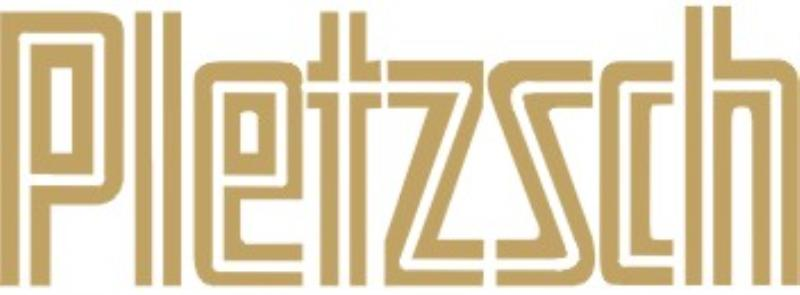
Logo der Juwelier Pletzsch GmbH

Das Juwelier-Geschäft mit Sitz auf der Frankfurter Zeil wurde 1897 durch Friedrich Wilhelm Pletzsch gegründet. Die Juwelier Pletzsch GmbH war über Generationen in Familienhand. Juwelier Pletzsch gilt als eines der exklusivsten Juwelier-Geschäfte Deutschlands mit einem großen Angebot an Uhren und Schmuckstücken der Luxusklasse. Im Haus befindet sich eine Meisterwerkstatt, die auf Änderungs- und Reparaturarbeiten von hochwertigen Uhren und Schmuckstücken spezialisiert ist. Weitere Filialelen von Juwelier Pletzsch befinden sich in Düsseldorf, Karlsruhe, Mannheim, Mülheim und Sulzbach (Taunus).

### Juwelier Friedo Frier GmbH

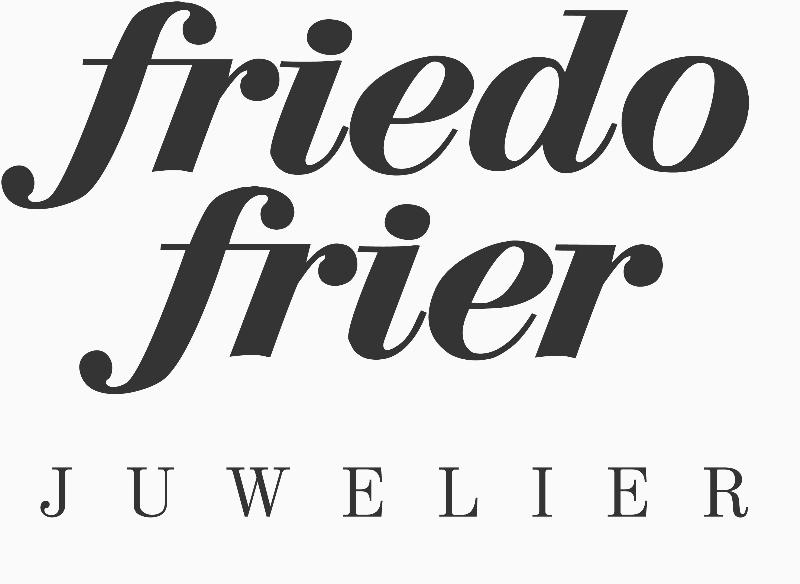
Logo der Juwelier Friedo Frier GmbH

Friedo Frier ist Juwelier im mittleren Preissegment mit einer Filiale in Stuttgart. Das Unternehmen wurde 1997 von der Kraemer GmbH übernommen.

### Verschmelzung zur Pletzsch Deiter Juweliere GmbH
Im Februar/März 2013 wurden Juwelier Deiter GmbH, Juwelier Pletzsch GmbH und Juwelier Friedo Frier GmbH zur Pletzsch Deiter Juweliere GmbH verschmolzen.